# Enrico Sardi
Celeste Enrico Sardi, známí též jako Enrico Sardi II (1. duben 1891, Janov, Italské království – 4. červenec 1969, Taranto, Itálie) byl italský fotbalový útočník.
S fotbalem začínal v klubu Andrea Doria, kde zažil premiéru v roce 1908. V roce 1913 přestoupil do Janova. Zde vyhrál tři tituly v lize (1914/15, 1922/23, 1923/24). Celkem za Janov nastřílel 81 branek, což s něj dělá druhého nejlepšího střelce v historii klubu. Kariéru ukončil v roce 1931 v klubu Derthona.
Za reprezentaci odehrál 7 utkání. První utkání odehrál v roce 1912 proti Finsku, zde také vstřelil první branku. Byl na OH 1912 a OH 1920.

## Hráčské úspěchy

### Klubové
- 3× vítěz italské ligy (1914/15, 1922/23, 1923/24)

### Reprezentační
- 2x na OH (1912, 1920)